# Gerson Antonio Porto
Gerson Antonio Porto (sinh ngày 24 tháng 4 năm 1972) là một cầu thủ bóng đá người Brasil.

## Sự nghiệp câu lạc bộ
Gerson Antonio Porto đã từng chơi cho Shimizu S-Pulse.